# Glidden (Iowa)
Glidden ist eine Kleinstadt (mit dem Status „City“) im Carroll County im US-amerikanischen Bundesstaat Iowa. Das U.S. Census Bureau hat bei der Volkszählung 2020 eine Einwohnerzahl von 1.151 ermittelt.

## Geographie
Glidden liegt im mittleren Westen Iowas auf 42°03′25″ nördlicher Breite und 94°43′44″ westlicher Länge. Die Stadt erstreckt sich über eine Fläche von 2,87 km² und ist die größte Ortschaft innerhalb der Glidden Township.
Nachbarorte von Glidden sind Lanesboro (17 km nordnordöstlich), Ralston (9,7 km ostsüdöstlich), Scranton (18 km in der gleichen Richtung), Coon Rapids (25 südsüdöstlich), Dedham (25 km südsüdwestlich), Willey (16,4 km südwestlich), Carroll (12,2 km westlich) und Lidderdale (12,1 km nordwestlich).
Die nächstgelegenen größeren Städte sind die Twin Cities in Minnesota (Minneapolis und Saint Paul) (430 km nordnordöstlich), Rochester (376 km nordöstlich), Cedar Rapids (259 km östlich), Iowas Hauptstadt Des Moines (139 km südöstlich), Kansas City in Missouri (383 km südlich), Nebraskas größte Stadt Omaha (191 km südwestlich), Sioux City (177 km westnordwestlich) und South Dakotas größte Stadt Sioux Falls (316 km nordwestlich).

## Verkehr
Der U.S. Highway 30, der in Iowa Bestandteil des historischen Lincoln Highway ist, führt in West-Ost-Richtung durch den Norden des Stadtgebiets von Glidden. Alle weiteren Straßen sind untergeordnete Landstraßen, teils unbefestigte Fahrwege sowie innerörtliche Verbindungsstraßen.
In West-Ost-Richtung verläuft eine Eisenbahnlinie für den Frachtverkehr der früheren Chicago North Western Railway durch das Stadtgebiet, die heute von der Union Pacific Railroad (UP) betrieben wird.
Mit dem Arthur N. Neu Airport befindet sich 7 km westsüdwestlich ein kleiner Flugplatz. Der nächste Verkehrsflughafen ist der Des Moines International Airport (145 km südöstlich).

## Geschichte

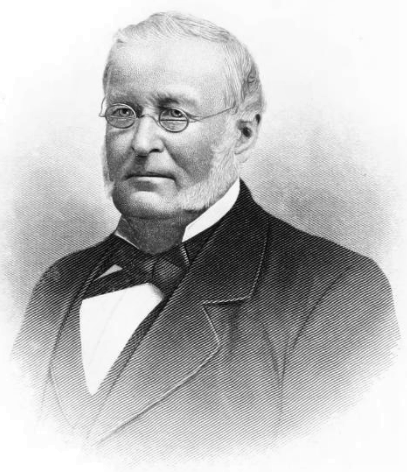
J. Glidden

Die Geschichte von Glidden begann im Jahr 1867, als die damalige Chicago North Western Railway hier einen Haltepunkt einrichtete. Benannt wurde der Ort nach Joseph Farwell Glidden (1813–1906), dem Erfinder des Stacheldrahtes, der damals einer der Direktoren der Eisenbahngesellschaft war.

Im Jahr 1873 wurde die Siedlung als selbstständige Kommune inkorporiert und mit J. O. Havens der erste Bürgermeister gewählt.

## Bevölkerung
Nach der Volkszählung im Jahr 2010 lebten in Glidden 1146 Menschen in 502 Haushalten. Die Bevölkerungsdichte betrug 399,3 Einwohner pro Quadratkilometer. In den 502 Haushalten lebten statistisch je 2,26 Personen.
Ethnisch betrachtet setzte sich die Bevölkerung zusammen aus 99,0 Prozent Weißen, 0,6 Prozent amerikanischen Ureinwohnern sowie 0,1 Prozent (eine Person) Asiaten; 0,3 Prozent stammten von zwei oder mehr Ethnien ab. Unabhängig von der ethnischen Zugehörigkeit waren 0,6 Prozent der Bevölkerung spanischer oder lateinamerikanischer Abstammung.
23,3 Prozent der Bevölkerung waren unter 18 Jahre alt, 60,2 Prozent waren zwischen 18 und 64 und 16,5 Prozent waren 65 Jahre oder älter. 51,2 Prozent der Bevölkerung waren weiblich.
Das mittlere jährliche Einkommen eines Haushalts lag bei 45.000 USD. Das Pro-Kopf-Einkommen betrug 20.985 USD. 10,0 Prozent der Einwohner lebten unterhalb der Armutsgrenze.